# 18-я танковая дивизия (СССР)
18-я танковая дивизия — воинское соединение Вооружённых сил СССР в Великой Отечественной войне.

## История дивизии
Дивизия формировалась по приказу от 26 июля 1940 года в Московском военном округе на базе 39-й легкотанковой ордена Ленина бригады в составе 7-го механизированного корпуса. Управление формировалось на базе управления 39-й бригады, 35-й танковый полк на базе 97-го, 98-го, 100-го отдельных танковых батальонов и 204-го отдельного огнемётного танкового батальона (без роты). 36-й танковый полк на базе 97-го запасного танкового полка, 85-го отдельного танкового батальона и роты 204-го отдельного огнемётного танкового батальона. 18-й гаубичный артиллерийский полк формировался на базе 2-го дивизиона 493-го артиллерийского полка, 18-й мотострелковый полк на базе 831-го запасного стрелкового полка, 18-й отдельный разведбат на базе 232-го отдельного разведбата, 18-й автотранспортный батальон на базе 321-го автотранспортного батальона, 18-й отдельный батальон связи на базе 99-й отдельной роты связи, 18-й понтонно-мостовой батальон и 18-я рота регулирования на базе 55-й отдельной сапёрной роты, 18-й ремонтно-восстановительный батальон на базе 275-го ремонтно-восстановительного батальона, 18-й медсанбат на базе 319-й медсанроты 39-й бригады, 18-й отдельный зенитно-артиллерийский дивизион на базе 139-го запасного зенитного полка.
В августе-сентябре 1940 года сформированные части дивизии начали собираться в районе Калуги
На 22 июня 1941 года дислоцировалась в Калуге (в летних лагерях).
В составе действующей армии с 22 июня по 1 сентября 1941 года.
24 июня 1941 года начала погрузку на платформы бронемашин в Калуге; оставшаяся часть имущества и личного состава выдвинулась автотранспортом 25 июня 1941 года с местом назначения в Вязьме. 26 июня 1941 года был получен приказ о сосредоточении корпуса в районе деревень Мишеньки, Зуй (станции Заольша, Рудня). На тот момент в дивизии насчитывалось: 2 БТ-7, 8 БТ-5, 198 Т-26 (из них 3 двухбашенных), 47 огнемётных танков Т-26, 2 тягача Т-26, 3 Т-38, 18 БА-10, 5 БА-6, 30 БА-20. По прибытии в место дислокации дивизия была пополнена десятью танками КВ-2, шестнадцатью Т-26 и семью огнемётными танками. Вместе с тем, из дивизии были переданы для поддержки 153-й стрелковой дивизии и 69-го стрелкового корпуса 41 Т-26.
С 6 июля 1941 года принимала участие в контрударе в направлении Лепеля.
Перед дивизией стояла задача наступления на Тепляки, Боброво, выйти на рубеж Великое Село, Сенно и в дальнейшем наступать на Камень, Лепель. Утром 5 июля 1941 года дивизия двинулась двумя колоннами: правая по маршруту Задорожье — Шотени — Запрудье (36-й танковый полк) и левая по маршурту Стриги — Ковали — Сенно (35-й танковый полк). Левая колонна утром 6 июля 1941 года в двух километрах северо-восточнее Сенно вступила в бои с авангардом 17-й танковой дивизии и сумела отбросить противника к окраине города. Во второй половине дня, подтянув силы, дивизия выбила противника из Сенно. 7 июля 1941 года противник контратаковал занятый Сенно, но атака была отбита. Атаки противника при поддержке авиации продолжались весь день, город трижды переходил из рук в руки, но к концу дня оставался за советскими войсками. 8 июля 1941 года атаки продолжились и днём части дивизии были выбиты из города и начали отступление в направлении Богушевского и к вечеру отошли в район Пустынки. Между тем, правая колонна 7 июля 1941 года также вступила в бои с частями 7-й танковой дивизии в районе деревень Карповичи, Войлево и Тальцы. Встречные бои продолжались до вечера 8 июля 1941 года, когда части дивизии были вынуждены отойти и вечером того же дня присоединились в районе Пустынки к отошедшим от Сенно частям дивизии. В боях 6 — 8 июля 1941 года дивизия потеряла 229 человек убитыми, 585 ранеными и 889 человек пропавшими без вести. 9-10 июля 1941 года дивизия вела бои на рубеже реки Оболянки, к вечеру начала отходить на Богушевское, и затем в район Пески, где сосредоточилась к вечеру 11 июля 1941 года. Дивизия понесла большие потери и оставшиеся танки были сведены в один танковый полк. К середине июля 1941 года дивизия была выведена в резерв фронта в район Вязьмы. В течение июля-августа 1941 года действовала в районе Ярцево.
1 сентября 1941 года дивизия в Смоленской области была обращена на формирование 127-й танковой бригады.

## Подчинение
| Дата                 | Фронт (округ)     | Армия                               | Корпус (группа)             | Примечания |
| -------------------- | ----------------- | ----------------------------------- | --------------------------- | ---------- |
| 22 июня 1941 года    | Резерв Ставки ВГК | 20-я армия                          | 7-й механизированный корпус | -          |
| 01 июля 1941 года    | Резерв Ставки ВГК | 20-я армия                          | 7-й механизированный корпус | -          |
| 10 июля 1941 года    | Западный фронт    | -                                   | 7-й механизированный корпус | -          |
| 01 августа 1941 года | Западный фронт    | Группа войск Ярцевского направления | -                           | -          |

## Состав
- 35-й танковый полк
- 36-й танковый полк
- 18-й мотострелковый полк
- 18-й гаубичный артиллерийский полк
- 18-й разведывательный батальон
- 18-й отдельный зенитно-артиллерийский дивизион
- 18-й отдельный батальон связи
- 18-й автотранспортный батальон
- 18-й ремонтно-восстановительный батальон
- 18-й понтонный батальон
- 18-й медико-санитарный батальон
- 18-я рота регулирования
- 18-й полевой автохлебозавод
- 228-я полевая почтовая станция
- 112-я полевая касса Госбанка

## Командиры
- Ремизов, Фёдор Тимофеевич, генерал-майор